# Lola Billy
Lola Billy es una deportista francesa que compitió en vela en la modalidad de match race. Ganó una medalla de plata en el Campeonato Mundial de Match Race Femenino de 2019.

## Palmarés internacional
| Campeonato Mundial | Campeonato Mundial | Campeonato Mundial | Campeonato Mundial |
| Año                | Lugar              | Medalla            | Clase              |
| ------------------ | ------------------ | ------------------ | ------------------ |
| 2019               | Lysekil (Suecia)   | Medalla de plata   | Match race         |